# Une étudiante d'aujourd'hui
Une étudiante d'aujourd'hui és un curtmetratge documental francès del 1966 realitzat per Éric Rohmer, amb text del mateix Rohmer, a partir d'un treball i documentació prèvia de Denise Basdevant. Rodat en 16 mm en blanc i negre, amb una durada de 12 minuts.

## Argument
Retrat d'una estudiant. Rohmer s'interessa per la feminització dels estudis de ciències als anys 60 del segle XX a través del cas d'una jove estudiant.
La nova Facultat de Ciències de París és un bon exemple d'integració on l'estudiant és sovint l'assistent dels directors de recerca. L'exemple amb l'evolució d'una jove d'uns vint anys observada pel documental.

## Producció
- Realització: Éric Rohmer
- Fotografia: Néstor Almendros
- Text: Éric Rohmer, a partir d'una idea original de Denise Basdevant
- Muntatge: Jacqueline Raynal
- Producció: Pierre Cottrell (Les Films du Losange)
- Participant: Denise Basdevant
- Narració: Antoine Vitez
- Format: 16 mm, blanc i negre, 1,33

## Al voltant de la pel·lícula
Una part del treball d'Eric Rohmer a mitjans dels anys 1960 pertany al model d'investigació. Hi ha un treball de documentació previ, ús dels 16 mm,rep encàrrecs de l'ORTF, de la televisió escolar, del ministeri d'Afers estrangers. Les experiències en aquest gènere es poden referenciar amb al cinema veritat (cinéma vérité) d'Edgar Morin i de Jean Rouch o el Direct cinema canadenc.
Rohmer aconsegueix captar els signes efímers del que passa, la investigació presentada com a font d'informació i un mètode de treball. La pròpia investigació fa el film. Reflexen la seva època i són crítiques amb el present, el que fa del realitzador un investigador poc convencional.
Per realitzar la investigació pel documental Rohmer va recórrer a una jove, Denise Badevant, trobada a la RTS, qui va fer un treball de documentació previ en el que es fonamenta l'escrit del film.
Denise Badevant va recabar una sèrie de dades objectives: el nombre de dones inscrites en les facultats franceses en el curs 1964-65 va ser de 123.326, que representaven un 43% del total d'estudiants. Trenta anys abans, en el periode previ a la segona Guerra Mundual el percentatge era del 30% (en xifres absolutes representaven 21.136 dones).
A partir d'aquest informe d'una dotzena de pàgines, amb la veu d'Antoine Vitez el documental va ser enregistrat amb imatges per Nèstor Almendros al nou campus de la Facultat de Ciències d'Orsay el febrer del 1966.
Com la resta de les seves pel·lícules des del 1962 va ser produîda per Les Films du Losange, petita societat fundada per Barbet Schroeder, actor i director amic de Rohmer, dirigida per Pierre Cottrell i a partir del 1975 per Margaret Menegoz.